# Teoría de Deng Xiaoping

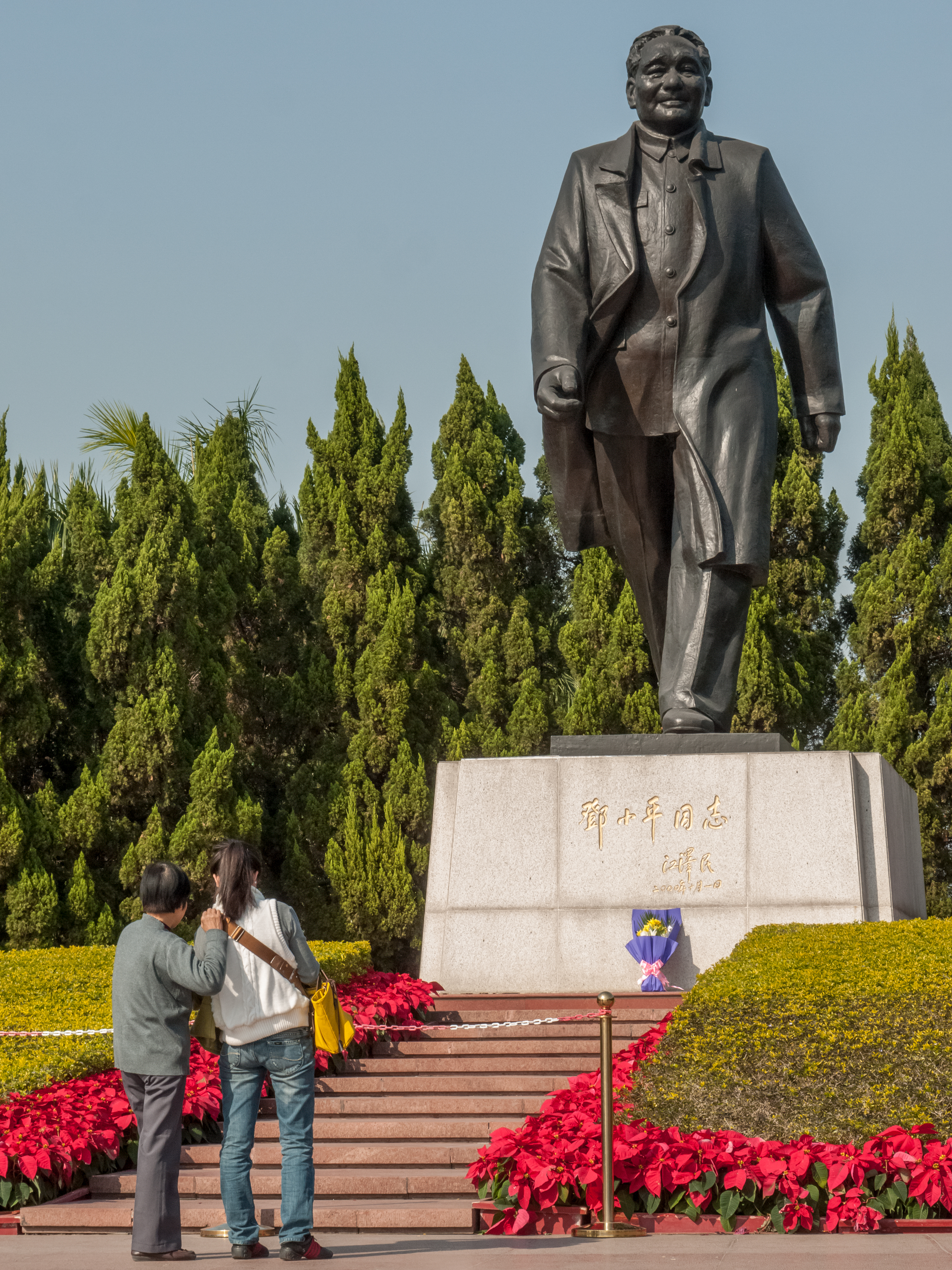
Estatua de Deng Xiaoping en Lianhuashan Park en Shenzhen en 2010.

La teoría de Deng Xiaoping (chino simplificado: 邓小平 理论; chino tradicional: 鄧小平 理論; pinyin: Dèng Xiǎopíng Lǐlùn), también conocido extraoficialmente como denguismo, es la serie de ideologías políticas y económicas desarrolladas por primera vez por el líder chino Deng Xiaoping. La teoría no pretende rechazar el marxismo-leninismo o el maoísmo, sino que busca adaptarlos a las condiciones socioeconómicas existentes en China. Deng también hizo hincapié en la apertura de China al mundo exterior, la implementación de un país, dos sistemas y, a través de la frase "buscar la verdad a partir de los hechos", una defensa del pragmatismo político y económico.

## Sinopsis

### Modernización y conservadurismo ideológico
China debe en gran medida su crecimiento económico al énfasis de Deng Xiaoping en la producción económica, bajo la teoría de las fuerzas productivas, un subconjunto de la teoría marxista del siglo XX. En opinión de Deng, la tarea que enfrentaba el liderazgo de China era doble: (i) promover la modernización de la economía china, y (ii) preservar la unidad ideológica del Partido Comunista de China (PCCh) y su control de los difíciles reformas requeridas por la modernización.
Los esfuerzos de modernización fueron generalizados por el concepto de las Cuatro Modernizaciones. Las Cuatro Modernizaciones fueron metas, establecidas por Zhou Enlai en 1963, para mejorar la agricultura, la industria, la defensa nacional y la ciencia y la tecnología en China.
Para preservar la unidad ideológica, la Teoría de Deng Xiaoping formuló los "Cuatro Principios Cardinales" que el Partido Comunista debe defender:
- el "espíritu básico del comunismo";
- el sistema político de la República Popular China, conocido como dictadura democrática popular;
- la dirección del Partido Comunista, y;
- El marxismo-leninismo y el pensamiento de Mao Zedong.

### Kai Fang (开放)
En 1992, catorce años después de que Deng se convirtiera en líder de China, se embarcó en la "nan xun" o "visita de inspección al sur".  Allí pronunció sus famosas palabras: "¡kai fang!". Estas palabras, que literalmente significan "abrir", serían la base del desarrollo económico de China hasta el día de hoy.

## Relación con el maoísmo
La teoría de Deng Xiaoping sostiene que defender el maoísmo no significa imitar ciegamente las acciones de Mao sin desviarse como se ve en el gobierno de Hua Guofeng, y que hacerlo en realidad supondría negar el materialismo tanto histórico y dialéctico, además de que "contradeciría el pensamiento de Mao Zedong traicionando al propio marxismo-leninismo".

## Legado
Desde la década de 1980, la teoría se ha convertido en una clase universitaria obligatoria. Habiendo servido como principal guía de políticas del Partido Comunista de China (PCCh) desde el Tercer Pleno del XI Congreso Nacional del PCCh en 1978, la teoría se afianzó en la Constitución del Partido Comunista como una ideología rectora en 1997, y posteriormente también se incluyó en la Constitución de la República Popular China:

Desde el Tercer Pleno del XI Comité Central del PCCh, los comunistas chinos, representados principalmente por el camarada Deng Xiaoping, han resumido las experiencias positivas y negativas adquiridas desde la fundación de la Nueva China, implementado el principio de emancipar la mente y buscar la verdad de hechos, cambió el enfoque del trabajo del Partido hacia el desarrollo económico, introdujo la reforma y la apertura, marcó el comienzo de un nuevo período para el desarrollo de la causa socialista, formó gradualmente la línea, los principios y las políticas para construir el socialismo con características chinas, expuso las cuestiones básicas sobre la construcción, consolidación y desarrollo del socialismo en China, y creó la Teoría de Deng Xiaoping. La Teoría de Deng Xiaoping es un producto de la integración de la teoría básica del marxismo-leninismo con la práctica de la China moderna y las características de la era actual, la herencia y desarrollo del pensamiento de Mao Zedong bajo nuevas condiciones históricas, una nueva etapa del desarrollo de Marxis m en China, el marxismo de la China moderna y la cristalización de la sabiduría colectiva del PCCh, guiando constantemente la causa de la modernización socialista de China.

## Otras lecturas
- Narayanan, Raviprasad. "The politics of reform in China: Deng, Jiang and Hu." Strategic Analysis 30.2 (2006): 329–353.
- Zhang, Wei-Wei. Ideology and economic reform under Deng Xiaoping, 1978-1993 (Routledge, 1996).